# Logodna în România
În România instituția logodnei este o instituție nou introdusă de Codul Civil ce a intrat în vigoare la 1 octombrie 2011 la articolele 266-270. Conform acestui cod, logodna înseamnă promisiunea reciprocă de a încheia căsătoria.

## Încheierea logodnei
Încheierea logodnei nu este supusă niciunei formalități și poate fi dovedită cu orice mijloc de probă (înscrisuri, martori etc.); încheierea căsătoriei nu este condiționată de încheierea în prealabil a logodnei. Condițiile de fond pentru a încheia o logodnă sunt, de principiu, aceleași ca pentru încheierea căsătoriei, respectiv:
- consimțământul liber și personal al logodnicilor;
- vârsta minimă 18 ani sau, pentru motive temeinice, 16 ani, cu încuviințarea părinților sau tutorelui;
- persoana să nu fie logodită;
- persoanele care se logodesc să fie de sex diferit (logodna se poate încheia doar între bărbat și femeie);
- este oprită logodna între tutore și persoana minoră care se află sub tutela sa;
- este interzisă logodna alienatului mintal și a debilului mintal;
- este interzisă logodna între rudele în linie dreaptă (intre părinți și copii sau între bunici și nepoți), precum și între cele în linie colaterală până la al patrulea grad inclusiv (între frați și surori, între unchi/mătuși și nepoți de frate/soră, între verii primari, cu excepția existenței unor motive temeinice când instanța se va pronunța pe baza unui aviz medical special dat în acest sens);

## Ruperea logodnei
Ruperea logodnei nu este supusă niciunei formalități și poate fi dovedită cu orice mijloc de probă iar logodnicul care rupe logodna nu poate fi constrâns să încheie căsătoria. Ca și o garanție a libertății matrimoniale, clauza penală stipulată pentru ruperea logodnei este considerată nescrisă (adică nu se va lua în seamă o obligație asumată la plata unei sume de bani determinată).
În cazul ruperii logodnei, se restituie darurile pe care logodnicii le-au primit în considerarea logodnei sau, pe durata acesteia, în vederea căsătoriei, cu excepția darurilor obișnuite. Darurile se restituie în natură sau, dacă aceasta nu mai este cu putință, în măsura îmbogățirii. Darurile nu se restituie dacă logodna a încetat prin moartea unuia dintre logodnici; partea care rupe logodna în mod abuziv sau care, în mod culpabil, l-a determinat pe celălalt să rupă logodna, poate fi obligată la despăgubiri pentru cheltuielile făcute sau contractate în vederea căsătoriei, în măsura în care au fost potrivite cu împrejurările, precum și pentru orice alte prejudicii cauzate.
Termenul în care poate fi exercitat dreptul la acțiune pentru restituirea darurilor făcute în considerarea logodnei sau, pe durata acesteia, în vederea căsătoriei, precum și pentru sancționarea ruperii abuzive a acesteia este de un an de la ruperea logodnei.